# Tiefe Wasser (2022)
Tiefe Wasser (Originaltitel: Deep Water) ist ein im März 2022 veröffentlichter Erotik-Psychothriller von Adrian Lyne und zugleich eine Verfilmung des im Jahr 1957 erschienenen gleichnamigen Romans von Patricia Highsmith.

## Handlung
Die Beziehung von Vic und Melinda van Allen ist kompliziert: Vic kümmert sich liebevoll um die gemeinsame Tochter, während Melinda von ihrer Mutterrolle eher genervt ist. Um die Familie zusammenzuhalten und eine schmutzige Scheidung zu vermeiden, akzeptiert Vic die außerehelichen Abenteuer seiner Frau. Freunde und Bekannte nehmen diese Beziehung hin, kokettieren sogar mit einem Scherz von Vic, er hätte einen vormaligen Liebhaber seiner Frau ermordet, der vermisst wird. Dieser wird erschossen aufgefunden. 
Bei einer Gartenparty ertränkt Vic Melindas Klavierlehrer. Er erschlägt einen weiteren Liebhaber Melindas und hetzt Don Wilson in den Tod, der ihn bei der Beseitigung der Leiche beobachtet hatte. Melinda findet den Ausweis ihres Liebhabers in Vics Hobbyraum und will ihn daraufhin verlassen. Ihre Tochter widersetzt sich dem, sodass Melinda ihren Mann im Haus empfängt-

## Produktion
Erste Vorhaben der Verfilmung gab es bereits im Jahr 2013. Doch erst nachdem 20th Century Studios im Jahr 2018 die Rechte zum Film an New Regency verkauften, kam es zu Neuentwicklungen des Projekts. Im August 2019 wurde die Besetzung der Hauptrollen bekannt. Für den Regisseur Adrian Lyne war es der erste Film nach einer Pause von 20 Jahren.
Die beiden Drehbuchautoren, Zach Helm und Sam Levinson, halten sich in ihrer modernisierten Bearbeitung des Romans im Ganzen an die Romanvorlage, haben allerdings die Auflösung der Geschichte vollkommen umgeschrieben, was ihnen von der Kritik wegen Unstimmigkeiten und Unlogik im Handlungsverlauf explizit angekreidet wurde.
Die Originalmusik von Marco Beltrami wird ergänzt durch eine Reihe von Popsongs und Jazz-Standards, wie Via con me von Paolo Conte, The Lady Is a Tramp, Midnight in Harlem (Tedeschi Trucks Band) oder You Make Me Feel Like Dancing von Leo Sayer.
Im November 2019 Jahres begannen die Dreharbeiten in New Orleans.
Zwischenzeitlich für einen Kinostart am 14. Januar 2022 vorgesehen, wurde jener Kinostart einen Monat vor dem Veröffentlichungsdatum ohne Begründung gestrichen. Der Film, der ursprünglich eine Länge von 2 1⁄2 Stunden hatte, wurde schließlich am 18. März 2022 in einer gekürzten Version im Internet veröffentlicht.

## Hintergrund
Die Romanvorlage wurde zuvor bereits zweimal verfilmt:
- 1981 als französische Produktion unter dem Titel Stille Wasser (Eaux profondes) mit Isabelle Huppert und Jean-Louis Trintignant in den Hauptrollen, Regie führte Michel Deville.
- 1983 als zweiteilige deutsche Fernsehproduktion des ZDF unter dem Titel Tiefe Wasser mit Constanze Engelbrecht und Peter Bongartz in den Hauptrollen, Regie führte Franz Peter Wirth.

## Rezeption

### Kritiken
Bei Rotten Tomatoes erreichte der Film nur bei 35 % der 226 Kritiken ein positives Votum.
Das Fazit der Filmkritik in der Süddeutschen Zeitung lautet: „In ,Deep Water‘ schaut Lyne erneut hinter die glatte Fassade der amerikanischen Gesellschaft. Er taucht in Beziehungs-Abgründe ein, schwelgt in Leidenschaft, Betrug und Eifersucht. Dabei hält der Regisseur an seinem bewährten Stil fest. Statt Psychodrama mit Tiefgang, das zum Nachdenken anregt, unterhält er mit Erotik, Sex und Blutvergießen.“
Ein insgesamt positiveres Résumé zieht allerdings Justin Chang von der Los Angeles Times, der dem Film eine ausführliche Analyse widmet und ihn in den Kontext von Lynes Gesamtwerk stellt. Auf den ersten Blick, schreibt er, wirke Deep Water wie einer seiner „patentierten, händeringenden, libido-kitzelnden Soap Operas“, der Film habe eine kühle Highsmithsche Misanthropie, der ihn von seinen früheren Filmen unterscheide. „Während [er] in seinen früheren Potboilers über die Frage, warum ein Mann und eine Frau in einer unglücklichen Ehe zusammenbleiben sollten, hinweggegangen ist, handelt er hier spielerisch die Frage ab, was ein unglückliches Paar zusammenhält: ein Kind, sicher, aber ebenso eine offene Beziehung in der Art, die weniger auf Highsmiths Zeit zutrifft, als auf die Gegenwart, in der der Film hier spielt“ und kommt dann zu dem Schluss, Lynn habe sich von dem moralistischen Hang befreit, der so oft seine Arbeiten verdorben habe. Er habe eher Spaß an dem elenden Charakter seiner Protagonisten, als dass er sie dafür verurteile. „Er will sie nicht bestrafen. Er will sie nur ans Licht bringen und sehen, wie sie zappeln“.

### Auszeichnungen
Artios Awards 2023
- Nominierung für „Bestes Casting in einem Fernsehfilm“ (Susanne Scheel)[12]